# Convention alpine
 (novembre 2014).
La Convention alpine, aussi appelée Convention sur la protection des Alpes, est un traité territorialisé de droit international public pour le développement durable des Alpes dont l'objectif est à la fois la sauvegarde de l'écosystème naturel et la promotion du développement de la chaîne alpine. Cette convention concerne l'Union européenne et huit États (l'Allemagne, l'Autriche, la France, l'Italie, le Liechtenstein, Monaco, la Suisse et la Slovénie). Ouverte à la signature en 1991 et composée d'une convention-cadre, de protocoles et de déclarations, elle est entrée en vigueur en 1995. Elle réaffirme la particularité de l'espace alpin ainsi que ses spécificités qui transcendent les frontières nationales et qui requièrent par conséquent une action internationale. Sa présidence est actuellement assurée par la Slovénie (2023-2024). La France l'a présidé pour la dernière fois sur la période de 2021-2022,.

## Périmètre géographique et démographie

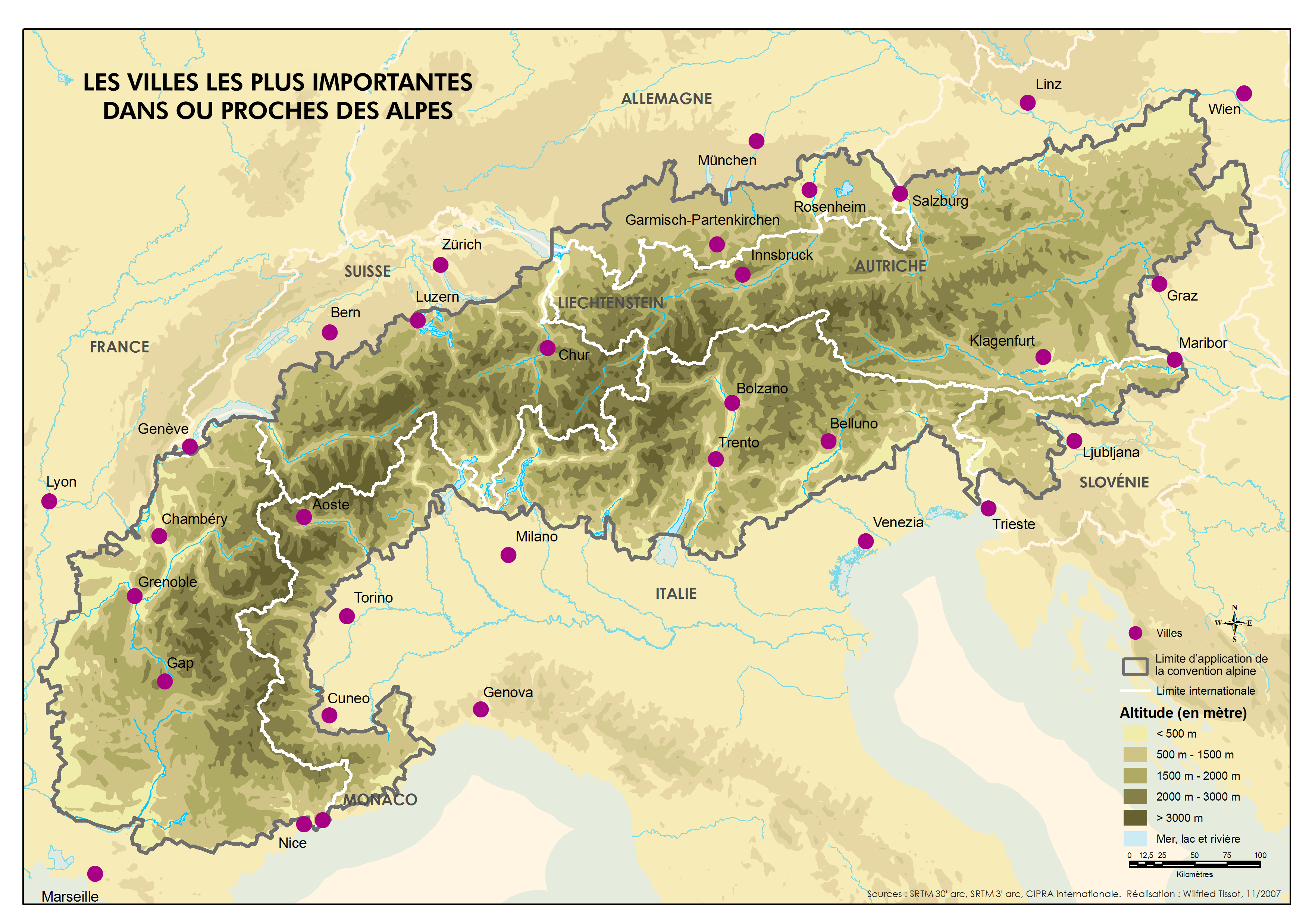
Le territoire d'application de la Convention alpine.

Le périmètre géographique de la Convention couvre une surface de 190 717 km2 comprenant 5 867 communes (données de 2013). L'arc alpin tel que défini par la Convention alpine s'étend donc sur 1 200 km, à travers huit États. La largeur maximale de cet arc, entre la Bavière et le nord de l'Italie, est de 300 km.
La totalité du territoire de Monaco et du Liechtenstein est comprise dans ce périmètre. À elles seules, l'Autriche et l'Italie représentent plus de 55 % de l'espace de la Convention. Avec la France, ces trois États totalisent les trois-quarts de la superficie totale du périmètre de la Convention alpine.
En 2013, la population totale de ce territoire avoisinait les 15 millions d'habitants.

## Fonctionnement
La Conférence alpine est une réunion régulière de la Convention alpine : elle est tournante et se déroule tous les deux à trois ans. Elle accueille, en plus des États, des observateurs externes tels que : l'Association des élus de montagne, Alpe Adria, Arge Alp, CIPRA International, Club Arc Alpin, COTRAO, Euromontana, FIANET, l'International Steering Committee of the Network of Protected areas, l'IUCN, la Managing Authority of the European Cooperation Programme Alpine Space, Pro Mont Blanc, l'UNEP et le Comité scientifique international recherche alpine (ISCAR). Depuis 1989, cette conférence s'est tenue :
- en 1989 à Berchtesgaden, Allemagne ;
- en 1991 à Salzbourg, Autriche ;
- en 1994 à Chambéry, France ;
- en 1996 à Brdo pri Kranju (en), Slovénie ;
- en 1998 à Bled, Slovénie ;
- en 2000 à Lucerne, Suisse ;
- en 2002 à Merano/Meran, Italie ;
- en 2004 à Garmisch-Partenkirchen, Allemagne ;
- en 2006 à Alpbach, Autriche ;
- en 2009 à Évian, France ;
- en 2011, à Brdo pri Kranju, Slovénie ;
- en 2012, à Poschiavo, Suisse ;
- en 2014, à Turin, Italie ;
- en 2016, à Grassau, Allemagne ;
- en 2019, à Innsbruck, Autriche ;
- en 2020, virtuelle ;
- en 2023, à Bad Ragaz, Suisse[4].

La Convention alpine est dotée d'un organe exécutif, le Comité permanent. Il est composé des délégations des pays alpins et se réunit généralement deux fois par an. Un Comité de vérification contrôle le respect des engagements et des obligations contenus dans la Convention alpine. Tous les quatre ans, les Parties contractantes doivent présenter un rapport concernant la mise en œuvre de la Convention et de ses protocoles. Le premier rapport a été adopté à la Xe Conférence alpine (mars 2009).

## Historique
La première rencontre des Parties a eu lieu en décembre 1989 à Berchtesgaden. Le 7 novembre 1991 la convention-cadre est signée par l'Allemagne, l'Autriche, la France, l'Italie, le Liechtenstein et la Suisse. La Slovénie la signe le 29 mars 1993 et Monaco le 20 décembre 1994. La ratification de la convention-cadre s'est échelonnée entre 1994 et 1999. Pour les différents États et l'UE, les ratifications et les entrées en application se sont échelonnées de la sorte :
- Autriche : ratification le 8 février 1994, entrée en application le 6 mars 1995 ;
- Suisse : ratification le 16 décembre 1998, entrée en application le 28 avril 1999 ;
- Allemagne : ratification le 29 septembre 1994, entrée en application le 6 mars 1995 ;
- France : ratification le 30 novembre 1995, entrée en application le 15 avril 1996 ;
- Liechtenstein : ratification le 21 avril 1994, entrée en application le 6 mars 1995 ;
- Italie : ratification le 14 octobre 1999, entrée en application le 27 mars 2000 ;
- Monaco : ratification le 22 décembre 1998, entrée en application le 22 mars 1999 ;
- Slovénie : ratification le 22 mars 1995, entrée en application le 22 août 1995 ;
- Communauté européenne, depuis 1993 Union européenne : ratification le 26 février 1996, entrée en application le 14 avril 1998.

À ce jour, les États alpins ont signé l'ensemble des protocoles, exception faite de Monaco à l'égard du protocole « énergie » et de l'Union européenne à l'égard des protocoles « forêts de montagne » et « règlement des différends ».
La Suisse n'a pour l'instant souhaité ratifier aucun protocole. L'état actuel en vigueur date du 31 août 2004.

## Protocoles et déclarations complétant la convention-cadre
La Convention prévoit que les États doivent adopter des mesures dans douze domaines spécifiques (population et culture, aménagement du territoire, qualité de l'air, protection du sol, régime des eaux, protection de la nature et entretien des paysages, agriculture de montagne, forêts de montagne, tourisme et loisirs, transports, énergie et déchets). Parmi ces domaines, huit ont fait l'objet d'un protocole désormais annexé à la convention-cadre :
- aménagement du territoire et développement durable[12] ;
- agriculture de montagne[13] ;
- protection de la nature et entretien des paysages[14] ;
- forêts de montagne[15] ;
- tourisme[16] ;
- protection des sols[17] ;
- énergie[18] ;
- transports[19].

Deux nouveaux protocoles, non thématiques, ont été ensuite adoptés :
- règlement des différends[20] ;
- adhésion de la principauté de Monaco à la convention alpine[21].

Enfin, la Convention alpine comprend également deux déclarations thématiques qui n'ont pas pu faire l'objet d'un protocole à part entière :
- déclaration population et culture[22] ;
- déclaration sur le changement climatique[23].

## Publications
- Signaux alpins 1. La Convention alpine-Ouvrage de référence, 2010, deuxième édition[24]
- Signaux alpins 2. La Convention alpine se concrétise, 2004[25]
- Signaux alpins 3. Réseau écologique transfrontalier, 2004[26]
- Signaux alpins 4. Documentation des événements naturels, 2006[27]
- Signaux alpins 5. Prévention et adaptation au changement climatique dans l'espace alpin, 2008[28]
- Rapport sur l’état des Alpes 1: transport et mobilité, 2007[29]
- Rapport sur l’état des Alpes 2: l’eau et la gestion des ressources en eau, 2009[30]
- Les Alpes-huit pays, un seul territoire, 2009[31]
- PER ALPES. Vingt circuits pour découvrir les Alpes en marchant, 2010[32]
- The Alps. People and pressures in the mountains, the facts at a glance, 2010, 31p[33].

## La Convention alpine et l'avenir des Alpes
Alors que la Convention a déjà fêté les 20 ans de son existence, ses réalisations concrètes se révèlent limitées. Les raisons en sont variées mais quatre principales retiennent l'attention. Tout d'abord, la concurrence entre régions alpines reste plus forte que leur volonté de coopération, vidant ainsi de leur substance les protocoles d'application de la convention. Ensuite, la Convention ayant un spectre d'intervention très large, il est très difficile de faire coopérer, au sein d'une même enceinte, des experts de tous domaines provenant de différentes délégations nationales. De plus, la Convention alpine est loin de constituer une priorité au sein de chaque État membre. Enfin, aussi large soit-il, le spectre d'intervention de la Convention alpine « oublie » un certain nombre de thématiques (les villes, l'artisanat, etc.) ne permettant pas suffisamment à la population alpine de s'y identifier.
Dans ce contexte, l'Union européenne peut jouer un rôle certain. En effet, la volonté de la Commission européenne de définir des espaces géographiques transcendant les frontières nationales pour mieux adapter et ventiler l'aide au développement régional, dans la perspective du renouvellement de la politique régionale et de cohésion de l'UE pour les années 2012-2020, encourage les débats autour de la création d'une stratégie alpine, sur le modèle de l'initiative baltique ou de la stratégie européenne pour la région du Danube. Dans cette perspective, l'échelle géographique peut constituer un débat central dans la définition d'une telle région alpine. Deux conceptions s'opposent : celle de la Convention alpine, limitée à des territoires caractérisés par une ruralité de montagne marquée et celle de l’Alpine space programme, étendant cette conception à des régions non-alpines et aux grandes zones urbaines ceinturant les Alpes.